# Mullerthal Trail
Der Mullerthal Trail ist ein System von drei Wanderstrecken in der Luxemburger Schweiz. Ausgangspunkt ist die luxemburgische Stadt Echternach.

## Wegbeschreibung
Der Weg besteht aus drei Routen mit je zwei Etappen und vier Extratouren:
| Route             | Strecke                 | Entfernung |
| ----------------- | ----------------------- | ---------- |
| Route 1, Etappe 1 | Echternach – Moersdorf  | 18,7 km    |
| Route 1, Etappe 2 | Moersdorf – Echternach  | 20,4 km    |
| Route 2, Etappe 1 | Echternach – Müllerthal | 24,8 km    |
| Route 2, Etappe 2 | Müllerthal – Echternach | 12,5 km    |
| Route 3, Etappe 1 | Müllerthal – Larochette | 18,0 km    |
| Route 3, Etappe 2 | Larochette – Müllerthal | 20,3 km    |

Die Strecken können entweder direkt hintereinander, oder auch etappenweise erwandert werden. Eine empfohlene Reihenfolge gibt es nicht. Wird nur auf einzelnen Etappen gewandert, so können die Ausgangspunkte mit dem Pkw oder mit dem Bus angefahren werden.
Der Großteil der Strecken verläuft im Wald, teilweise an Felsen vorbei, der geringere Teil geht über das freie Feld. Je nach Etappe sind zahlreiche, teilweise kräftige Steigungen zu überwinden.
Die Route 2 von Echternach nach Müllerthal bzw. zurück ist vom Schwierigkeitsgrad etwas höher als die anderen zwei Routen, allerdings kommt man dabei auch an den meisten Sehenswürdigkeiten vorbei.
Die Extratouren bestehen jeweils aus einer Rundwanderung, sie sind in der Natur mit einem orangen M auf weißem Grund gekennzeichnet.

## Praktische Hinweise

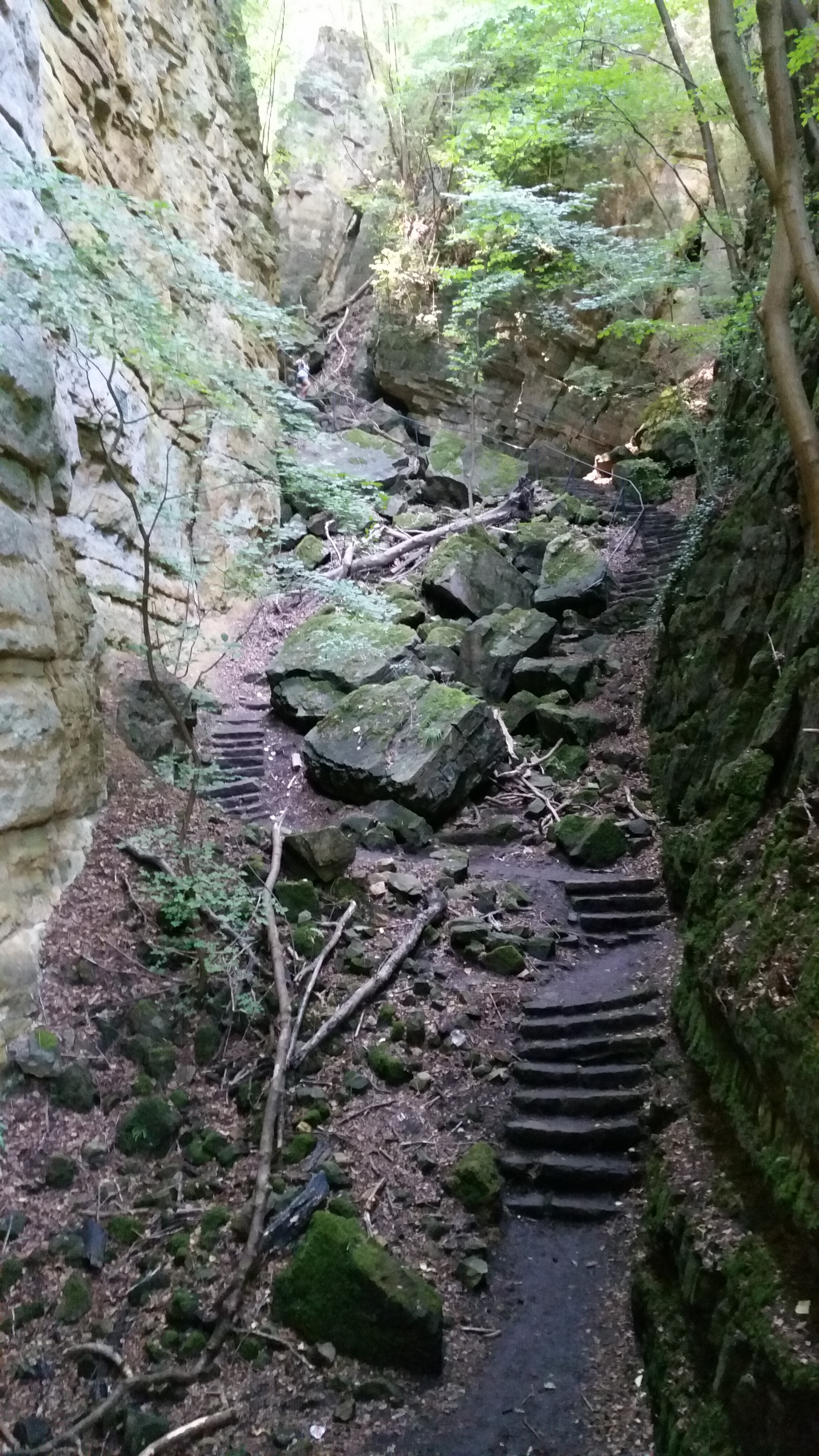
Wolfsschlucht bei Echternach

Eine Wanderkarte ist nicht zwingend erforderlich, da der Weg sehr gut ausgeschildert ist. Wichtige Voraussetzung ist ein gutes Schuhwerk, vor allem für die Felsenpassagen. Auch schadet es nicht, Verpflegung mitzunehmen, da die Einkehrmöglichkeiten limitiert sind. Für die Durchgänge durch die Felsspalten ist eine Taschenlampe nützlich.